# Juhkentali
Juhkentali est un quartier du district de Kesklinn à Tallinn en Estonie.

## Description
En 2019, Juhkentali compte  1 397 habitants.
Le quartier a une  superficie  de  1,3 km2.
Ses quartiers voisins sont Keldrimäe, Torupilli, Sikupilli, Ülemiste, Ülemistejärve, Luite et Veerenni.
Les rues de Juhkenthali sont Filtri tee, Herne tänav, Juhkentali tänav, Järvevana tee, Lastekodu tänav, Masina tänav, Odra tänav, Püssirohu tänav, Staadioni tänav, Tartu maantee, Toonela tee et Võistluse tänav.

## Histoire
Le nom du quartier vient du nom du village d'été Jauchenthal, construit par le libraire et imprimeur de la ville Lorenz Jauch en 1655 sur les rives de la rivière Hyaryapea qui y coulait.
La rivière Hyaryapea était le cours d’eau le plus important de Tallinn au Moyen Âge et plus tard.
Aux XIIème et XIVème siècles, des moulins à eau furent construits sur la rivière, dont la plupart étaient situés à Yuhkentali. En 1664, sur les rives de la rivière Hyaryapea, Lorents Jauch fonda la plus ancienne usine de papier d'Estonie, qui devint le prédécesseur de l'usine de pâte et papier de Tallinn. En 1716, une scierie à eau appartenant aux « Maîtres de l'Amirauté » du port de Tallinn y fut construite.
En 1715, un hôpital naval fut construit sur le site de l'ancienne maison d'été de Yukkentali.
En 1772, l'église de la Trinité fut construite à côté de l'hôpital, qui fonctionna jusqu'en 1894. En 1772, après le décret du Sénat de l'Empire russe interdisant l'enterrement des morts à proximité des églises et exigeant la construction de cimetières à une distance d'au moins 640 mètres des groupes de bâtiments, le cimetière Alexandre Nevski de Tallinn (et) a été créé.
En 1925, l'hôpital central des forces de défense estoniennes a été construit à Juhkentali et, à l'époque soviétique, l'hôpital militaire central. En 1999, le bâtiment principal du complexe hospitalier a été inscrit au Registre national des monuments culturels d'Estonie. Sa construction fut achevée en 1925. Le bâtiment richement décoré est dû à l'architecte Aleksandr Vladovski (et).
Après que la restauration de l'indépendance de l'Estonie, le bâtiment est resté vide.
Après une importante renovation réalisée en 2000-2001, il est utilisé par le quartier général des forces de défense estoniennes.

## Population
| 2008  | 2011  | 2012  | 2013  | 2014  | 2015  |
| ----- | ----- | ----- | ----- | ----- | ----- |
| 1 074 | 1 092 | 1 106 | 1 105 | 1 197 | 1 221 |

| 2016  | 2017  | 2018  | 2019  | 2020  | 2021  |
| ----- | ----- | ----- | ----- | ----- | ----- |
| 1 306 | 1 374 | 1 453 | 1 397 | 1 422 | 1 460 |

| 2022  | - | - | - | - | - |
| ----- | - | - | - | - | - |
| 1 525 | - | - | - | - | - |

## Lieux et monuments
- Lastekodu tn 46 - Gare routière de Tallinn ;
- Juhkentali tn 12 – Salle de sport de Kalev[11];
- Juhkentali tn 58 - Quartier général des Forces armées estoniennes ;
- Filtri tee 12 - Quartier général et bataillon de communications (et), Centre d'excellence pour la cyberdéfense en coopération ;
- Tartu mnt 80 - Siège de Postimees ;
- Staadioni tn 3 / Toonela tn 2A - Stade central de Kalev ;
- Herne tn 3 - Salle de sports de Tallinn ;
- Herne tn 28 – Club de Tennis de Tallinn « Kalev » ;
- Toonela tn 3 – Cimetière de Siselinna (et)
- Toonela tn 3 – Cimetière de la garnison de Tallinn (et)[12]
- Staadioni tn 10 - Parc Poolamägi (et).
- Juhkentali tn 18 – École internationale d'Estonie[13] ;
- Juhkentali tn 36 - Bâtiment du Lycée russe de Kesklinn (et)[14].
- Quartier des affaires Fahle Park.

## Galerie

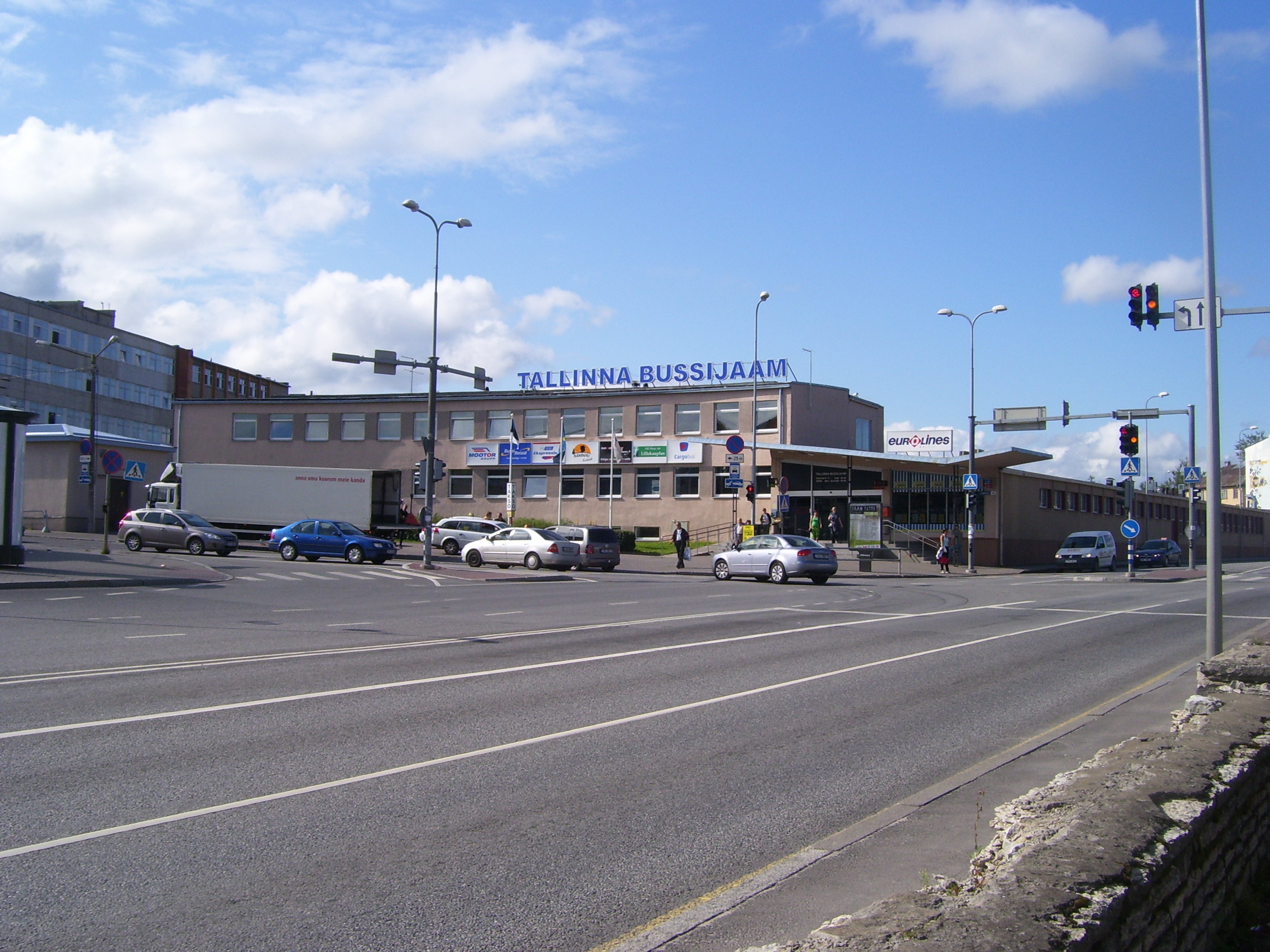
Station de bus
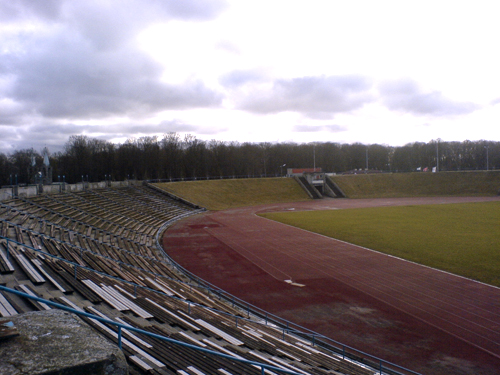
Stade central de Kalev.
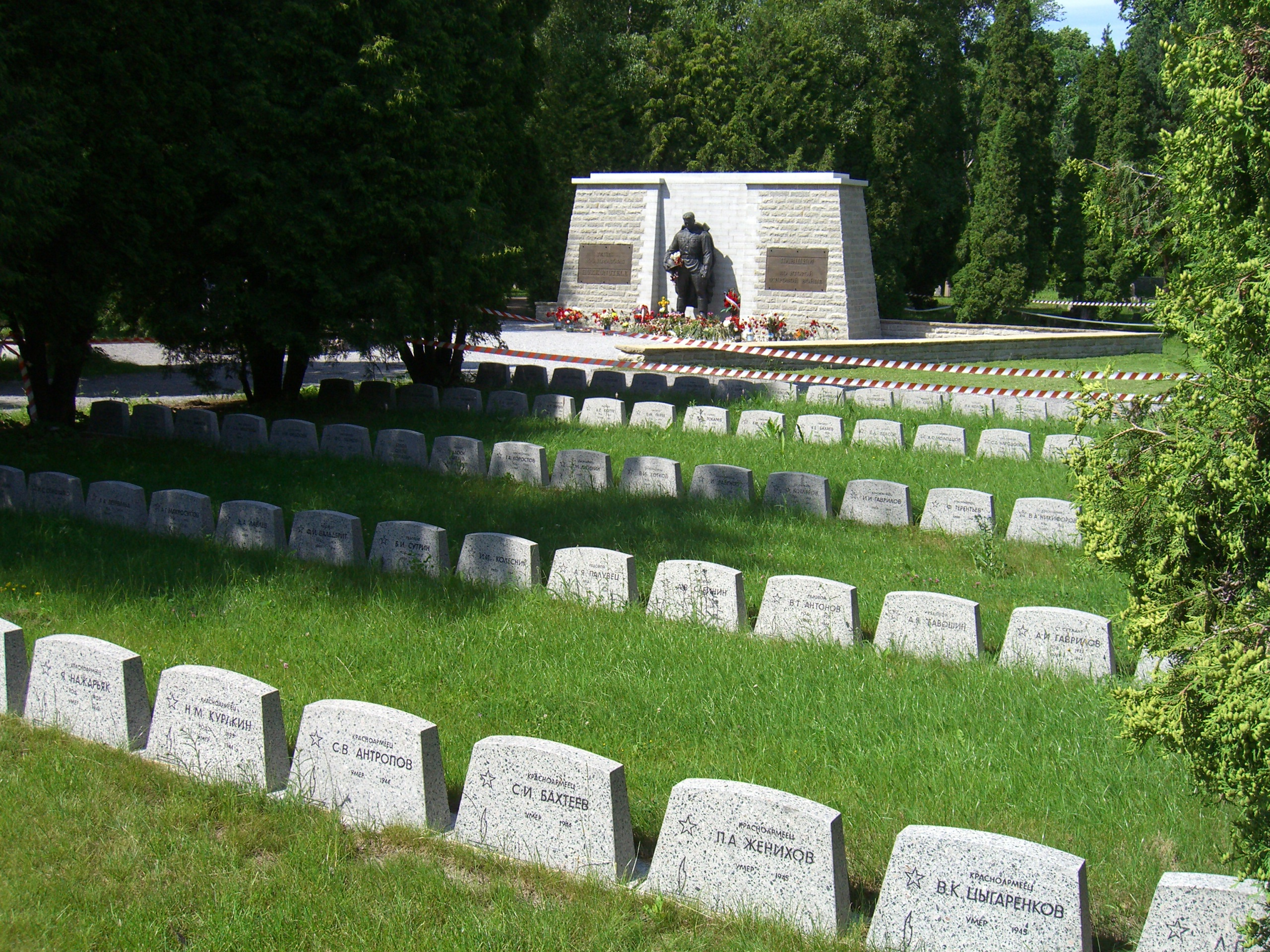
Soldat de bronze
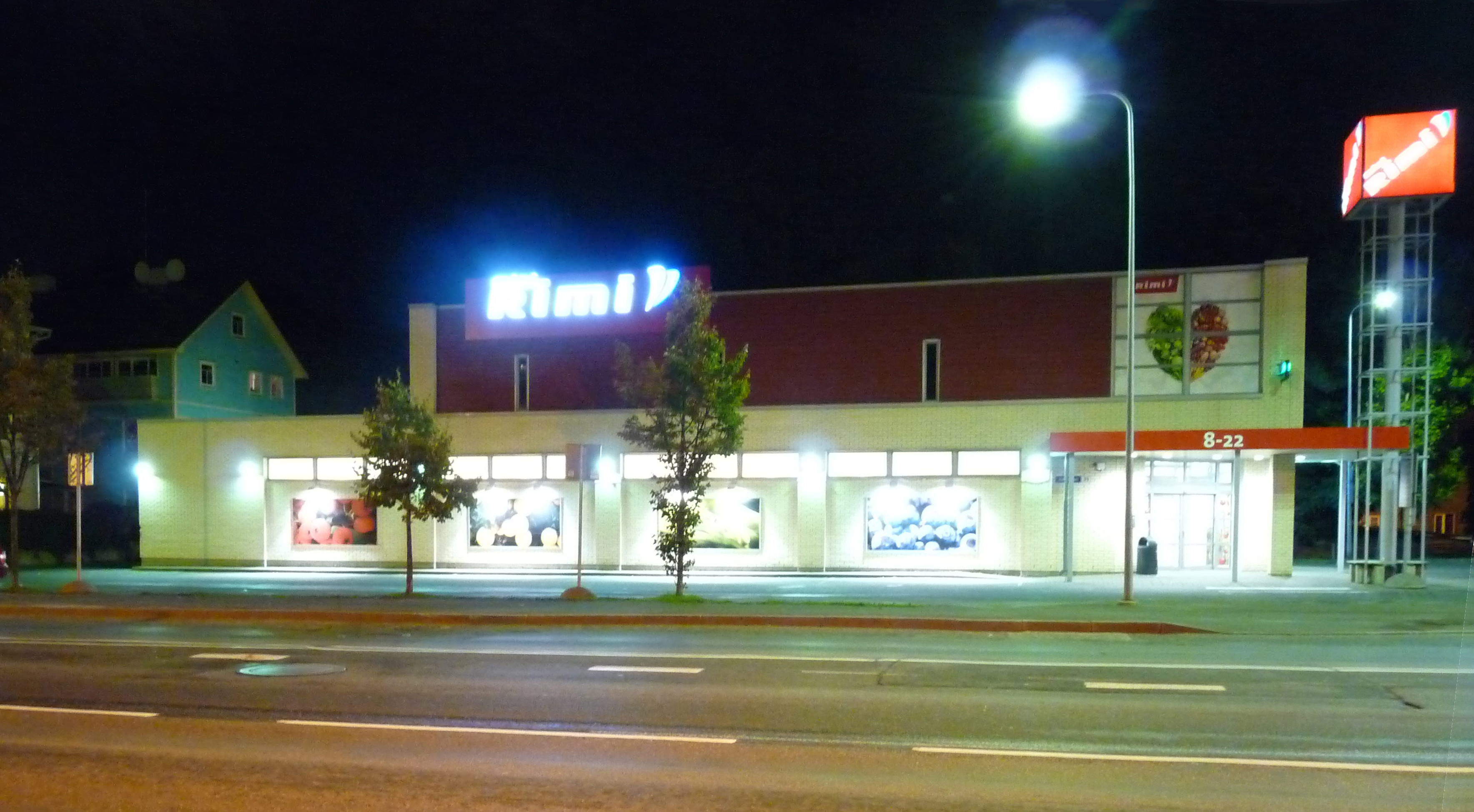
Supermarché Rimi
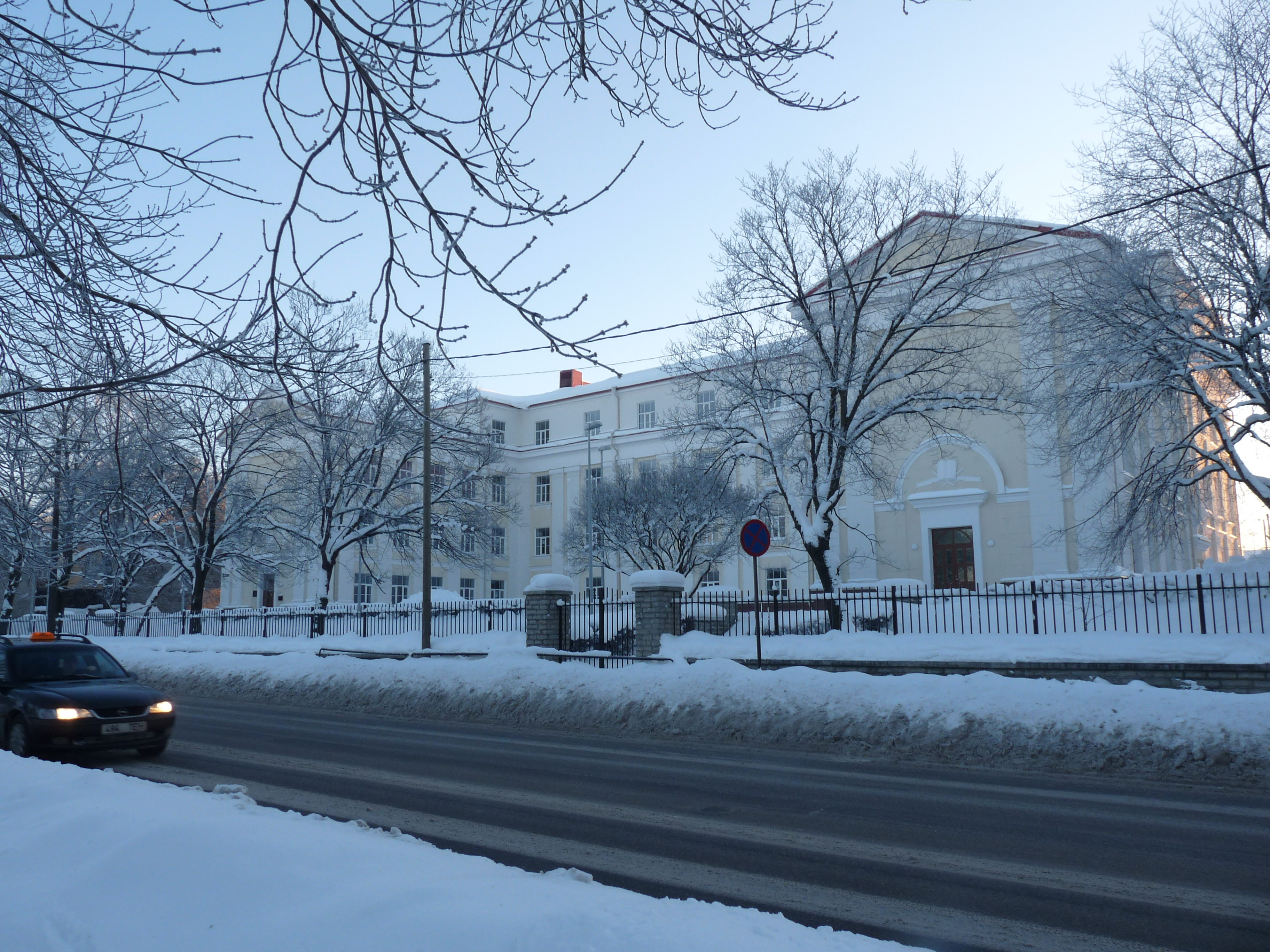
École de Juhkentali.
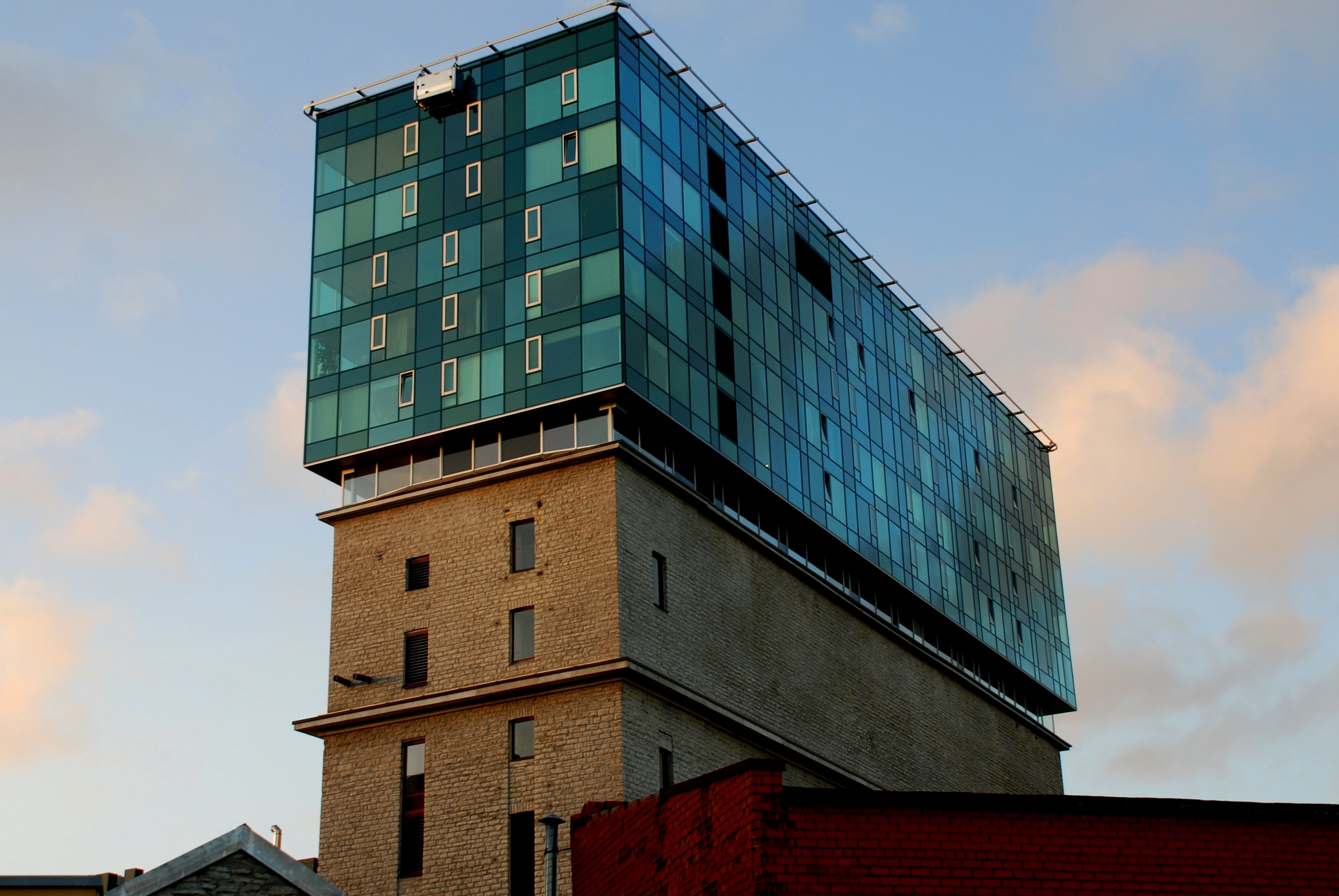
Maison Fahle.
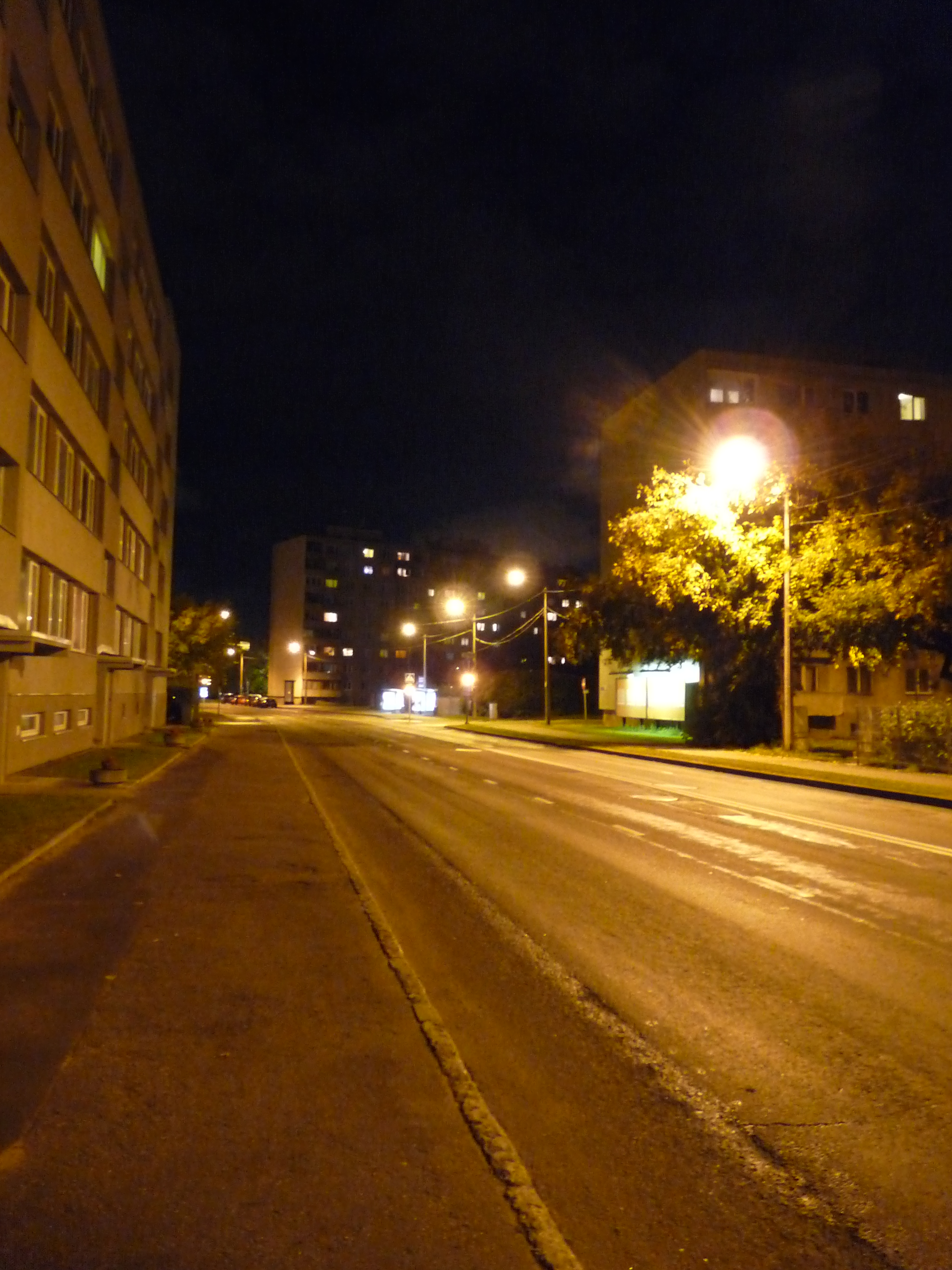
Rue principale du quartier
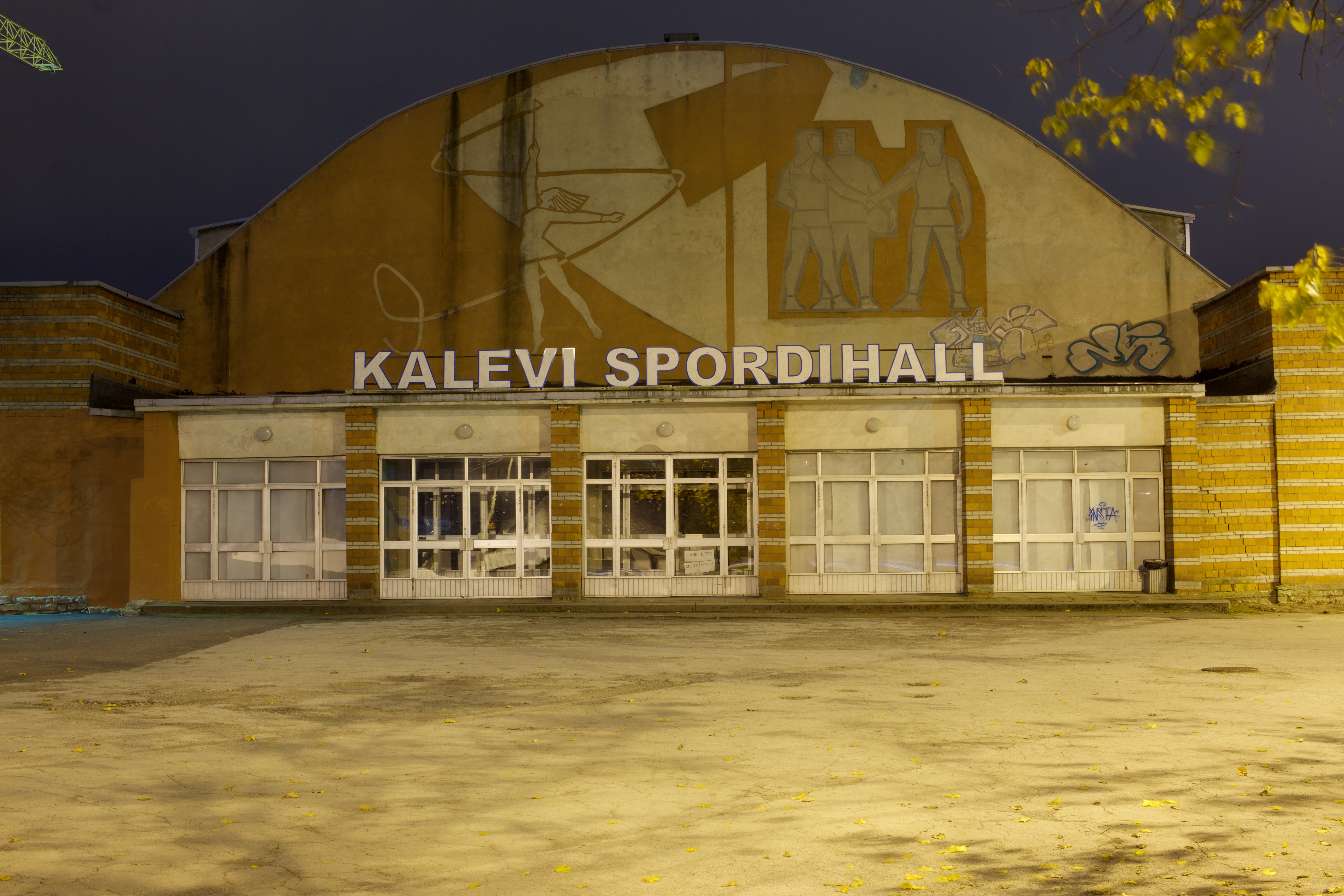
Salle de sport de Kalev
Fahle Park.